# 고역 (아이치현)
고역(일본어: 国府駅)은 일본 아이치현 도요카와시에 위치한 나고야 철도의 철도역이다. 메이테쓰 나고야 본선의 소속역이며, 이 역을 기점으로 하는 메이테쓰 도요카와선 등 2개의 노선이 운행 중이다. 역 번호는 NH 04이며, 섬식 승강장 3면 6선의 구조를 갖춘 지상역이다.

## 타는 곳
| 1 | ■ 나고야 본선 | 하행 | 히가시오카자키 · 나고야 · 기후 · 이누야마 · 주부코쿠사이쿠코 방면 | 주로 보통                                                 |
| 2 | ■ 나고야 본선 | 하행 | 히가시오카자키 · 나고야 · 기후 · 이누야마 · 주부코쿠사이쿠코 방면 | 주로 우등 열차                                            |
| 3 | ■ 나고야 본선 | 상행 | 이나 · 도요하시 방면                                              | 주로 우등 열차                                            |
| 4 | ■ 나고야 본선 | 상행 | 이나 · 도요하시 방면                                              | 주로 보통, 또는 히가시오카자키, 나고야 방면의 열차도 발착 |
| 4 | ■ 도요카와 선 | -    | 도요카와이나리 방면                                               | 아침 · 밤 이외의 잔여 열차는 도요카와이나리 행            |
| 5 | ■ 나고야 본선 | 하행 | 히가시오카자키 · 나고야 · 기후 방면                               | 남은 도요카와이나리 행 시발 열차                          |
| 5 | ■ 도요카와 선 | -    | 도요카와이나리 방면                                               |                                                           |
| 6 | ■ 도요카와 선 | -    | 도요카와이나리 방면                                               | 도요카와 선 환승용                                        |

## 이용 현황
| 연도 | 승차 인원 |
| ---- | --------- |
| 2003 | 4,870     |
| 2004 | 4,840     |
| 2005 | 4,907     |
| 2006 | 4,785     |
| 2007 | 4,799     |
| 2008 | 4,849     |
| 2009 | 4,686     |
| 2010 | 4,716     |
| 2011 | 4,756     |
| 2012 | 4,756     |
| 2013 | 4,890     |
| 2014 | 4,814     |
| 2015 | 4,902     |

## 역 주변
- 국도 제1호선
- 고 병원
- 후나야마 고분

## 인접 역
| 나고야 철도 나고야 본선      | 나고야 철도 나고야 본선 | 나고야 철도 나고야 본선                |
| ---------------------------- | ----------------------- | -------------------------------------- |
| NH 01 도요하시 도요하시 방면 | □ 쾌속 특급 · ■ 특급    | 히가시오카자키 NH 13 메이테쓰기후 방면 |
| NH 02 이나 도요하시 방면     | ■ 급행 · ■ 준특급       | 모토주쿠 NH 08 메이테쓰기후 방면       |
| NH 03 오다부치 도요하시 방면 | ■ 보통                  | 고유 NH 05 메이테쓰기후 방면           |
| 나고야 철도 도요카와선       |                         |                                        |
| 시·종착역                    | ■ 도요카와선            | 야와타 TK 01 도요카와이나리 방면       |